# ماورو فييرا
ماورو فييرا (بالبرتغالية: Mauro Vieira‏) هو دبلوماسي برازيلي، ولد في 15 فبراير 1951 في ريو دي جانيرو في البرازيل.